# Эдерслебен
Эдерслебен (нем. Edersleben) — община в Германии, в земле Саксония-Анхальт. 
Входит в состав района Зангерхаузен. Подчиняется управлению Гольдене Ауэ (Заксен-Анхальт).  Население составляет 1050 человек (на 31 декабря 2010 года). Занимает площадь 9,05 км².